# Žytomyrská oblast
Žytomyrská oblast (ukrajinsky Житомирська область, Žytomyrska oblasť; někdy též Житомирщина, Žytomyrščyna) je jednou z 24 samosprávných oblastí Ukrajiny. Rozkládá se na severu střední části země při hranicích s Běloruskem a tvoří východní část historického území Volyně.

## Historie
Oblast byla ustavena 22. září 1937. Hlavním městem je Žytomyr, další větší města jsou Berdyčiv, Korosteň a Zvjahel.
Na počátku roku 2022 byla severovýchodní část oblasti obsazena vojsky Ruské federace během ruské invaze na Ukrajinu, které zaútočily přes běloruskou hranici. Začátkem dubna 2022 byla oblast po stažení ruských vojsk opět osvobozena ukrajinskou armádou.

## Oblastní symboly

### Vlajka
Vlajka Žytomyrské oblasti je tvořena červeným listem o poměru stran 2:3 se žlutým středovým (svatojiřským) křížem, přes který je položen srdeční štítek z oblastního znaku.

## Geografie
Celá oblast leží v povodí Dněpr. Řeka Sluč ústí do Horyně, Uborť, Už a Slovečna do Pripjati, Teteriv (protékající Žytomyrem) a Irpiň pak ústí přímo do Kyjevské přehrady na Dněpru.

## Obyvatelstvo
Žije zde přibližně 1,18 milionů obyvatel. Oblast má nejvýraznější polskou menšinu na Ukrajině (3,5 %).Oblast je spjatá také s Volyňskými Čechy, kteří se však až na malé výjimky vrátili do vlasti.
Žytomyrská oblast se vyznačuje střední mírou urbanizace: z 1,179 milionů osob žilo ve městech 703,2 tisíc lidí (59,6 %), zatímco na venkově jen 475,8 tisíc lidí (40,4 %).
Počet obyvatel v oblasti postupně klesá. Tabulka níže představuje populační vývoj oblasti.
| 1990      | 1991      | 1995      | 2000      | 2005      | 2010      | 2015      | 2020      | 2022      |
| --------- | --------- | --------- | --------- | --------- | --------- | --------- | --------- | --------- |
| 1 537 500 | 1 510 700 | 1 493 100 | 1 422 300 | 1 345 300 | 1 285 800 | 1 256 000 | 1 208 200 | 1 179 000 |

Za rok 2021 se narodilo 8 544 živě narozených dětí, zemřelo však 23 679, z nichž 69 byly děti ve věku do jednoho roku. Na 100 zemřelých připadalo jen 36 živě narozených. Celkový úbytek obyvatel byl 16 463 lidí. Míra kojenecké úmrtnosti tehdy činila 8,1 ‰.
Podle výsledků sčítání lidu v roce 2001 žilo v oblasti 90,3 % Ukrajinců, 5 % Rusů a 3,5 % Poláků. 93 % všech obyvatel považovalo ukrajinštinu za rodný jazyk, 6,6 % považovalo za svou mateřštinu ruštinu.

## Přehled měst
Tabulka níže podává přehled největších měst oblasti.
| Město      | Ukrajinský název    | Ruský název        | Obyvatelstvo k 1. 1. 2022 |
| ---------- | ------------------- | ------------------ | ------------------------- |
| Žytomyr    | Житомир             | Житомир            | 261 624                   |
| Berdyčiv   | Бердичів            | Бердичев           | 73 046                    |
| Korosteň   | Коростень           | Коростень          | 61 496                    |
| Zvjahel    | Новоград-Волинський | Новоград-Волынский | 55 086                    |
| Malyn      | Малин               | Малин              | 25 172                    |
| Ovruč      | Овруч               | Овруч              | 15 250                    |
| Radomyšl   | Радомишль           | Радомышль          | 13 685                    |
| Baranivka  | Баранівка           | Барановка          | 11 161                    |
| Olevsk     | Олевськ             | Олевск             | 10 032                    |
| Andrušivka | Андрушівка          | Андрушевка         | 8 325                     |

## Sousední oblasti
- Kyjevská oblast (východ)
- Vinnycká oblast (jih)
- Chmelnycká oblast (jihozápad)
- Rovenská oblast (západ)
- Homelská oblast, Bělorusko (sever)